# エモーショナルデザイン
エモーショナルデザイン（英: Emotional Design）は、ドナルド・ノーマンの著書であり、同時にそのなかで提唱された概念である。

## 概要
エモーショナルデザインの主要なテーマは、感情が人間の世界理解能力や新しいことを学ぶ能力において重要な役割を果たしているということである。研究によると、感情は人々の情報処理や意思決定に影響を与えることが示されている。例えば、美的に魅力的な物体は、その感覚的な魅力によって、ユーザーにとってより効果的に見える。これは、ユーザーが魅力的な物体に対して親和性を感じ、感情的なつながりを形成するためである。結果として、企業やデザイナーは高価なマーケティングに頼るのではなく、自社のサービスを顧客の感情や日常生活と結びつけることで、製品に「夢中（Hooked）」にさせるべきだと考えられている。

### ノーマンのアプローチ
ノーマンのアプローチは、古典的なABC態度モデル（英語版:  ABC model of attitudes）を、デザインに適用できるよう応用している。人がモノやサービスからえられる体験を本能的レベル、行動的レベル、内省的レベルに分類している。
第一は「本能的（visceral）」レベルである。人々が無意識に行う即時的な初期反応に関するもので、感覚的要因（見た目、触感、匂い、音）によって大きく決定される。ノーマンは、魅力的な製品は色、質感、形状などの視覚的要素を通じて複数の感覚を刺激し、感情的な反応や絆を引き出すことができるため、より効果的に機能すると主張している。彼は、美しくデザインされた製品は人々を良い気分にさせると主張する。これは、外観が重要であり、最初の印象が形成され、物体の質感や表面が特定の感情的反応を引き出すのに重要になる部分である。したがって、本能的に優れたデザインの製品は、消費者に肯定的な感情や経験を喚起する傾向がある。
第二は「行動的（behavioral）」レベルである。使用に関するすべてのこと、つまり製品が何をするのか、どのような機能を果たすのかに関するものである。優れた行動的デザインは人間中心であるべきで、製品を使用する人々のニーズを理解し、満たすことに焦点を当てるべきである。このレベルのデザインは、家庭、学校、職場、または製品が使用される場所での関連する行動の研究から導き出された、ユーザーの要求を理解することから始まる。
第三は「内省的（reflective）」レベルである。消費者にとっての製品の意味に関するものである。これは、時間をかけて製品を使用することで形成される感情的なつながりで、文化的、社会的、個人的要因の影響を受ける。優れた内省的デザインにより、人々は物体との個人的な絆やアイデンティティの感覚を感じ、それが日常生活の一部となる。これは、経験そのものと、それが私たちにどのような感情を抱かせたかを記憶する方法である。

要約すると、本能的レベルは物体の美的魅力または魅力に関係し、行動的レベルは製品の機能と使いやすさを考慮し、内省的レベルはプレステージと価値に関連する（これはしばしば製品のブランディングに影響される）。

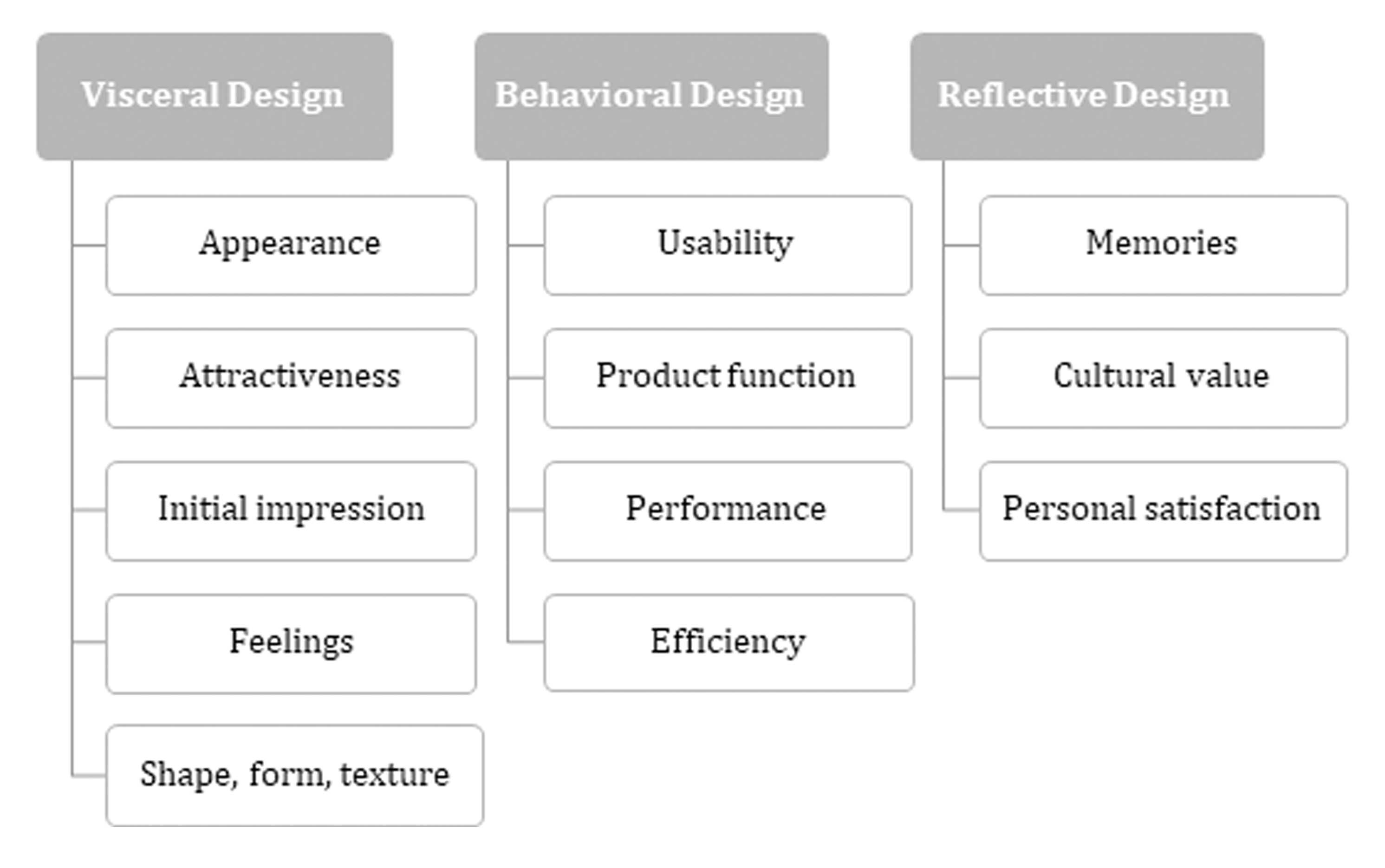
Three levels of emotional design

### エモーショナルデザインの3つのレベル
ノーマンは、ほとんどの物体のデザインが上記の3つのレベル（次元）すべてで認識されることを示している。したがって、優れたデザインはこの3つのレベルすべてに対応すべきであるとする。ノーマンは著書の中で、「技術は単にタスクの性能を向上させるだけでなく、私たちの生活に豊かさと楽しみをもたらすべきだ」と述べている（英語版101ページ）。彼は、退屈で陰気な製品ではなく、楽しく愉快な製品を作ることの重要性を強調する。3つのデザインレベルすべてとパトリック・W・ジョーダンの4つの喜びを混ぜ合わせることで、製品はユーザーが製品と相互作用する際に感情を喚起するはずである。これら3つのデザインレベルの相互作用が「エモーショナルデザイン」という新しい包括的なアプローチにつながり、成功する製品を設計し、持続的で喜ばしい製品体験を生み出す。
エモーショナルデザインは、人間中心の機会のアイデアを生み出す際の重要な要素である。人々は個人的なレベルでつながることができるとき、製品、サービス、システム、または経験により簡単に関連づけることができる。すべての人に一つの解決策があると考えるのではなく、ノーマンの3つのデザインレベルとジョーダンの4つのデザインの喜びの両方が、各個人のニーズに合わせてデザインするのに役立つ。両方の概念を、デザインの対象となるエンドユーザーとより良くつながるためのツールとして使用できる。このような見方はビジネス界で多くの受け入れを得ている。例えば、ポストレルは、人、場所、物事の「外観と感触」が人々が考える以上に重要だと主張している。言い換えれば、今日の人々は製品の機能性よりも、外観と感触により関心を持っているということである。

## 4つの喜び
感情は人間の経験の根本的な側面であり、人、場所、物に対する我々の感情的反応は、複雑な要因の相互作用によって形作られる。ピーター・ボートライトとジョナサン・ケーガンが指摘するように、「感情は人間的であり、その影響範囲は広大である」。現在の市場では、成功している企業は単に良い製品を作るだけでなく、消費者の注目を引きつけるだけでなく、製品の性能と使用時の感情の両方に基づいて消費者の需要に影響を与え、関与を高める魅力的な製品も生産している。
エモーショナルデザインは、パトリック・W・ジョーダンの『Designing Pleasurable Products』で特定された4つの喜びにも影響を受けている。この本の中でジョーダンは、ライオネル・タイガーの研究を基に4種類の喜びを特定している。ジョーダンはこれらを「製品やサービスを強化する動機づけの形態」と説明している。私たちの行動を楽しむことなしには人生は楽しくなく、喜びを求めることは人間の直感である。」製品に喜びを組み込む考えは、買い手に付加的な経験を提供することである。ジョーダンは著書の中で、製品は機能的で美的に魅力的であるだけでなく、喜びの使用を通じて感情を喚起すべきだと指摘している。4つの喜びすべてを1つの製品に取り入れるのは難しいが、単に1つに焦点を当てるだけで、ある製品が他の製品よりも選ばれる要因になる可能性がある。製品やサービスに組み込むことができる4つの喜びは以下の通りである。
1. 生理的喜び（Physio-pleasure）は、体と感覚器官から得られる喜びを扱う。これには味覚、触覚、嗅覚、そして性的・官能的な喜びが含まれる。製品の文脈では、これらの喜びは触覚的特性（製品との相互作用の感触）や嗅覚的特性（例えば、新車の革の匂い）と関連付けることができる。
2. 社会的喜び（Socio-pleasure）は、他者との交流から得られる楽しみである。製品は様々な方法で社会的相互作用を促進することができる。例えば、人々を一緒に集めるサービスを提供したり（ホストがゲストに新鮮なコーヒーを提供できるコーヒーメーカー）、それ自体が話題の種になったりすることで。
3. 心理的喜び（Psycho-pleasure）は、タスクの達成から得られる喜びと定義される。製品の文脈では、心理的喜びは製品がタスクの完了をどの程度支援し、その達成を満足のいく経験にできるかに関連する。この喜びは、タスクを完了できる効率性も考慮に入れる可能性がある（例えば、組み込みの書式設定機能を持つワードプロセッサーは、文書の作成にかかる時間を減少させる）。
4. 理念的喜び（Ideo-pleasure）は、本、音楽、芸術などの理論的実体から得られる喜びを指す。これは製品の美的特性や、それが体現する価値に関連する可能性がある。例えば、生分解性材料で作られた製品は、環境に価値を置いているとみなされ、環境に責任を持ちたいと考える人に魅力的に映る可能性がある[8]。

## エモーショナルデザインの活用

### 映画
人々は映画を主に娯楽として知っているが、映画はそれ以上のことができる。ジャンルカ・セルジとアラン・ラヴェルは、映画エンターテイメントに関する論文の中で、映画ユーザー（視聴者）が映画を現実からの逃避手段、娯楽、リラックス、知識の源として見ていることを示す研究を引用している。つまり、映画は教育ツールやストレス解消法としても機能する。特に、エモーショナルデザインと比較すると、映画はそれに必要な要件を満たしている。
まず、映画は魅力的な外観を持っている。『オズ はじまりの戦い』のような白黒のコンセプトで始まるか、『スーサイド・スクワッド』のような奇妙に色彩豊かだが真面目なテーマで始まるかにかかわらず、映画は通常、観客の注目を集め、ショー全体を見続けたいと思わせる。視聴者が持つ「ワオ」という反応は、ドン・ノーマンが著書『エモーショナルデザイン：なぜ私たちはものを好きになるのか（あるいは嫌いになるのか）』で説明する3つのデザインレベルによると、本能的な反応である。「我々が何かを"美しい"と認識するとき、その判断は直接本能的レベルから来る」（65-66ページ）。
第二に、行動的レベル：文字通りの意味で、映画の唯一の機能は見られることである。技術の進歩により、映画は現在、高解像度、さまざまな照明のダイナミクス、カメラアングルを持っている。最後に、ドン・ノーマンの製品がユーザーの自己イメージにポジティブに加わり、ユーザーが製品を所有した後にどれだけ良い気分になるかについての声明を適用すると、映画は視聴者に大きな影響を与え、彼らの行動の仕方に影響を与える。トライスとグリアーは「我々は、年齢、性別、その他の特徴が我々と似ている画面上のキャラクターに同一化する。我々はまた、なりたい人物にも同一化する。[...] 我々は"良い"キャラクターを模倣する傾向がある」（135）と指摘している。つまり、映画はキャラクターを直接的に良いか悪いかをラベル付けしない。視聴者はナラティブを通じてのみキャラクターについて学び、プロダクションデザインはその一部である。

### 物理的空間
エモーショナルデザインは、スターバックスのような物理的空間での顧客体験を成功させ、楽しいものにするための重要な側面の一つである。エモーショナルデザインとは、デザイン要素が顧客に特定の感情や感覚を喚起する能力を指す。
スターバックスにおけるエモーショナルデザインの一例は、暖かい照明、快適な座席、リラックスできる音楽を使用して、居心地の良い魅力的な雰囲気を作り出していることである。これは、特にリラックスしたり友人と過ごしたりする場所を探している顧客にとって特に魅力的な、快適さとリラックスの感覚を生み出す。スターバックスにおけるエモーショナルデザインのもう一つの例は、緑のロゴ、人魚のアイコン、特徴的なカップデザインなど、独特で認識しやすいブランディング要素の使用である。
これらの要素は、顧客の間に親近感とロイヤリティの感覚を生み出し、顧客はしばしばスターバックスブランドを特定のライフスタイルやパーソナリティと関連付ける。

## 感情とデザインの関係
エモーショナルデザインの分野において、感情とデザインは密接に結びついている。エモーショナルデザインは、ユーザーを感情的なレベルで引き込む製品、インターフェース、体験を作ることを目的としている。
エモーショナルデザインにおける感情とデザインの関係は、感情が人間の行動の重要な駆動力であるという考えに根ざしている。人々は喜び、興奮、喜悦などの肯定的な感情を喚起する製品やインターフェースに対してより積極的に関わる傾向がある一方で、フラストレーションや怒りなどの否定的な感情は関与の低下や回避につながる可能性がある。
エモーショナルデザインにおいて、デザイナーはユーザーの感情を喚起するためにさまざまな技術を使用する。これには色、タイポグラフィ、画像、音、動きなどの使用が含まれる。例えば、ウェブサイトでは明るく陽気な色や遊び心のあるアニメーションを使用して楽しさと気まぐれな雰囲気を演出したり、瞑想アプリでは柔らかく落ち着いた色や穏やかな音を使用してリラックスと平穏の感覚を生み出したりする。